# Hadseløya
Hadseløya is een eiland in de provincie Nordland in Noorwegen. Het is een van de eilanden van de Vesterålen. Het eiland vormt samen met drie omliggende eilanden de gemeente Hadsel. Hoogste punt van het eiland is de berg Lamlitinden die 656 meter hoog is.

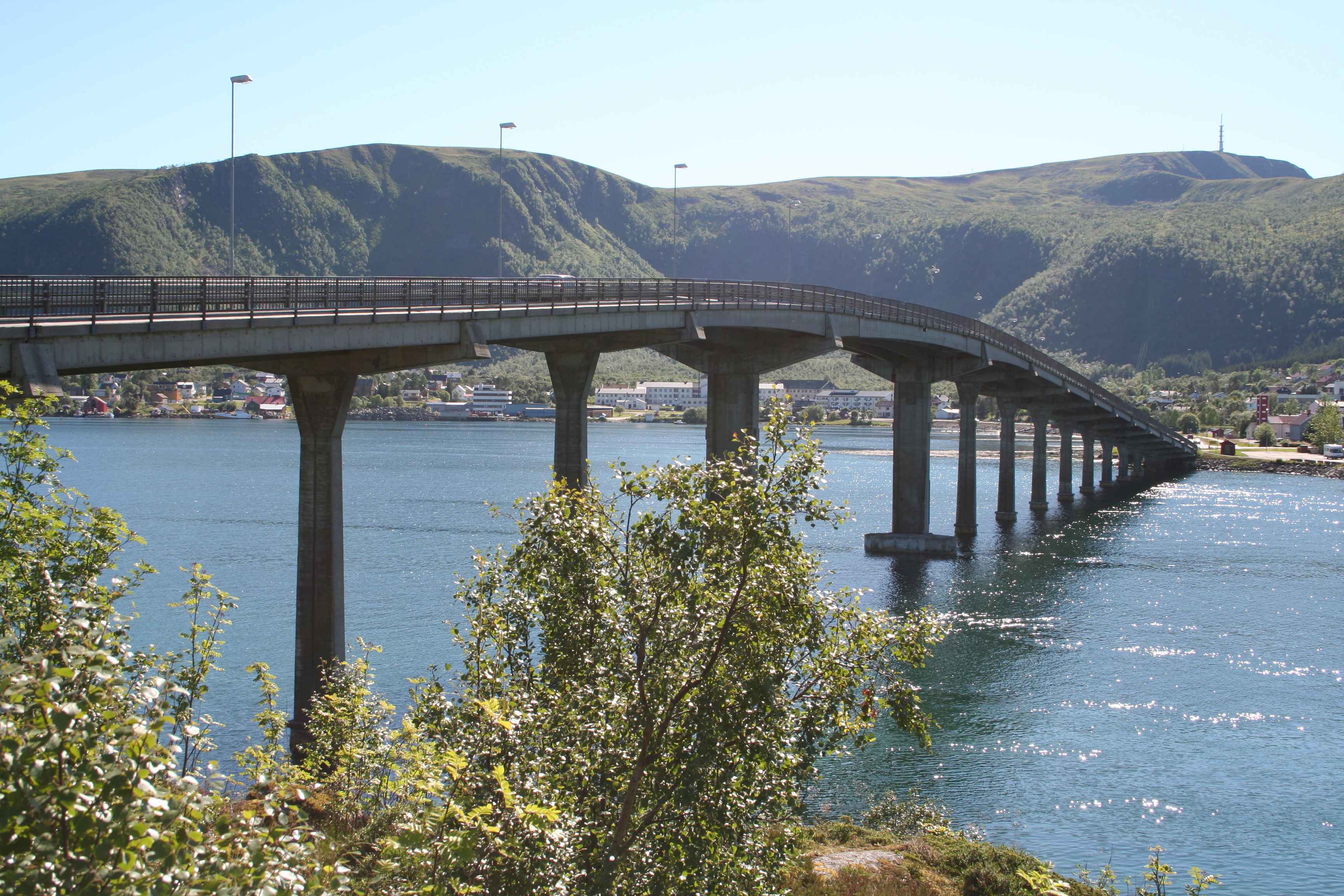

Het eiland is door de Børøybrug verbonden met het eiland Børøya. De brug is ruim 300 meter lang. De brug is een schakel van Fylkesvei 82.